# Las Pedrosas
Las Pedrosas (aragónul As Pedrosas) település Spanyolországban,  Zaragoza tartományban. Las Pedrosas Gurrea de Gállego, Zuera, Sierra de Luna és Luna községekkel határos. Lakosainak száma 113 fő (2024).

## Népesség
A település népessége az utóbbi években az alábbiak szerint változott:
| Lakosok száma | 98   | 96   | 106  | 120  | 116  | 110  | 106  | 87   | 97   | 113  |
|               | 2001 | 2004 | 2007 | 2009 | 2012 | 2014 | 2017 | 2019 | 2022 | 2024 |